# Aphthona semicyanea
Aphthona semicyanea es un coleóptero de la familia Chrysomelidae. Fue descrita científicamente por primera vez en 1859 por Allard.